# Bosznia-hercegovinai Föderáció
A Bosznia-hercegovinai Föderáció (bosnyákul, horvátul és szerbül Federacija Bosne i Hercegovine, cirill írással Федерација Босне и Херцеговине) Bosznia-Hercegovina nagyobbik, az ország területének 51%-át magában foglaló szövetségi egysége, úgynevezett „entitása”. (A másik entitás a Szerb Köztársaság).
A Föderáció 1994. március 18-án jött létre a Herceg-Boszniai Horvát Köztársaság és a Horvát Köztársaság közötti katonai együttműködésről szóló washingtoni egyezmény keretében. Megalakulásával véget ért a boszniai háború (1992–1995) mellékszála, az időszakos horvát-muszlim fegyveres konfliktus. A Föderációnak a bosznia-hercegovinai alkotmányos rendszerben betöltött szerepét a boszniai háborút lezáró Daytoni békeszerződés biztosítja.
Az entitás fővárosa Szarajevó. Mostarban székel a Föderáció minisztériumai közül négy. A Föderációnak saját elnöke és kormánya, parlamentje, zászlaja, vámszervezete, rendőrsége, postája, sőt légitársasága is van. Saját hadsereggel is rendelkezett (Bosznia-hercegovinai Föderáció Hadserege, Vojska Federacije Bosne i Hercegovine), de a Bosznia-hercegovinai Szerb Köztársaság Hadseregéhez hasonlóan beolvasztották az államszintű Bosznia-Hercegovina haderejébe.
A Bosznia-hercegovinai Föderációt bosnyák–horvát föderációnak is szokták nevezni. Ez a név nem hivatalos, és az államképződmény korábbi kétnemzeti jellegére utal. 2002-től a főképviselő határozatot hozott a Föderáció alkotmányának megváltoztatásáról, amellyel a szerbek is a Föderáció alkotó nemzetévé (konstitutivni narod) léptek elő.

## Közigazgatás
A Bosznia-hercegovinai Föderáció 10 kantonból (kanton) – a hivatalos horvát elnevezéssel megyéből (županija) – áll. Ezek széles jogkörrel rendelkeznek, saját kormányuk, parlamentjük, rendőrségük van. A tíz közül ötben a bosnyákok alkotnak többséget (Unai-Sanai, Tuzlai, Zenica-Doboji, Boszniai Drina-menti és Szarajevói), három kanton horvát (Hercegboszniai, Nyugat-Hercegovinai és Szávamelléki kanton), két kanton pedig "kevert" lakosságú (Közép-Boszniai és Hercegovinai-Neretvai kanton). Ez utóbbi kantonokban az alkotó nemzetek védelmét biztosító speciális törvényhozási rendszer működik.
A Föderáció a kantonokon belül kisebb közigazgatási egységekre, općinákra (szerbül opština; a magyarban községnek fordítják) oszlik. Ezekből 79 van.
A kantonok vagy megyék a következők:
- 1. Unai-Sanai (Unsko-sanski kanton, Unska-sanska županija). Székhelye Bihács.
- 2. Szávamelléki (Posavski kanton, Posavska županija). Székhelye Orašje.
- 3. Tuzlai (Tuzlanski kanton, Tuzlanska županija). Székhelye Tuzla.
- 4. Zenica-doboji (Zeničko-dobojski kanton, Ženičko-dobojska županija). Székhelye Zenica.
- 5. Boszniai Drina-menti (Bosansko-podrinjski kanton, Bosanska-podrinjska županija). Székhelye Goražde.
- 6. Közép-Boszniai (Srednjobosanski kanton, Srednjobosanska županija). Székhelye Travnik.
- 7. Hercegovinai neretvai (Hercegovačko-neretvanski kanton, Hercegovačko-neretvanska županija). Székhelye Mostar.
- 8. Nyugat-Hercegovinai (Zapadnohercegovački kanton, Zapadnohercegovačka županija). Székhelye Široki Brijeg.
- 9. Szarajevó kanton vagy Szarajevói megye (Kanton Sarajevo, Sarajevska županija). Székhelye Szarajevó.
- 10. Livnói/Hercegboszniai (Livanjski kanton, Hercegbosanska županija). Székhelye Livno.

A Brčkói Körzetet, amely a Szerb Köztársaság északi és keleti területeit összekötő stratégiai jelentőségű ponton helyezkedik el, a két entitás közösen birtokolja, de a gyakorlatban Bosznia-Hercegovina (az állami szint) igazgatja.

## Intézmények
A Föderáció elnökkel és két alelnökkel rendelkezik, akik rotációs alapon váltják egymást. A kormánynak 16 tagja van, akiket nemzetiségi kvóták szerint választanak. A jelenlegi kormányban 8 bosnyák, 5 horvát és 3 szerb miniszter van. A parlament a Képviselőházból (Zastupnički dom) és a Nemzetek házából (Dom naroda) áll. A Képviselőház tagjai a parlamenti választásokkal szerzik mandátumaikat, míg a Nemzetek házának tagjait az egyes kantonok parlamentjei jelölik.